# 핀란드 스웨덴인당
핀란드 스웨덴인당 (~ 人 人民黨, 핀란드어: Suomen ruotsalainen kansanpuolue 수오멘 루오트살라이넨 칸산푸올루에[*], 스웨덴어: Svenska folkpartiet i Finland)은 핀란드의 중도주의 정당으로, 1906년 설립되었다. 2014년 총선거 결과, 좌파동맹에 이어 제7당이다. 스웨덴어 사용 핀란드인의 권리에 중점을 두고 있다.

## 같이 보기
- 자유민주주의
- 핀란드 언어투쟁
- 페노마니아
- 핀란드의 정치